# 蘇成
蘇成 （1941年—）武術家。於1955年就讀建國中學，期間於常東昇指導的建中摔角隊學習保定快跤，1956年起隨常東昇於中央警官學校及軍中擔任助教，1957年起開始參加省運會摔角比賽取得四次冠軍，就讀政治大學時期創立政大摔角社。1978年參與創立台北市摔角委員會，擔任總幹事。至今先後曾任台北市摔角委員會主任委員、中華民國摔角協會副會長、世界摔角協會第一副會長、恒豐摔跤社創會會長、政治作戰學校摔角教官12年、法務部矯正署矯正人員訓練所摔角講座11年。

## 著作
〈摔角〉 2013年8月 臺灣警察專科學校出版 isbn 9789860376333